# DDR5
DDR5 SDRAM (ang. Double Data Rate Synchronous Dynamic Random Access Memory (version 5)) – standard pamięci DDR SDRAM, stosowanych w komputerach jako pamięć operacyjna. Zaprojekowana z myślą zmniejszenia poboru mocy przy dwukrotnym wzroście wydajności w stosunku do pamięci DDR4. Wprowadzenie standardu początkowo planowane na 2018 rok, odbyło się 14 lipca 2020.
Opóźnienia w technologii pamięci DDR5, szacowane na około 14 ns, kształtują się na podobnym poziomie jak te obserwowane w przypadku pamięci DDR4 i DDR3. Maksymalne pojemności pamięci DDR5 wahać się mogą od 64 do 512 GB na pojedynczy moduł. Przepustowość pamięci DDR5 wykazuje znaczący wzrost w porównaniu do poprzedników, osiągając wyniki wyższe o około 50%. Osiągalne wartości sięgają do 8 GT/s, co przekłada się na przepustowość na poziomie 64 GB/s (obliczane jako iloczyn 8000 MT/s i szerokości magistrali 64-bitowej, dzielone na 8 bitów/byte).

## Cechy
Moduły DDR5 DIMM posiadają dwa niezależne kanały. Szerokość szyny nadal pozostaje 64-bitowa, jednak podział na dwa 32-bitowe adresowalne kanały zwiększa ogólną wydajność. Każda z dwóch szyn danych posiada oddzielną szynę CA (Command/Address) zdolną do kontrolowania 32 bitów (36 bitów dla wariantu ECC).
W przeciwieństwie do DDR4, każda pamięć DDR5 charakteryzuje się wbudowaną korekcję błędów. Błędy są wychwytywane i naprawiane przed wysłaniem danych do procesora. Pomaga to zwiększyć niezawodność i zmniejszyć współczynnik defektów na chip poprzez zwarte umiejscowienie chipów RAM. Jednak zasada działania nie jest taka sama jak w Pamięciach ECC. Pamięci ECC posiadają dodatkowe ścieżki pozwalające na wymianę kodów korekcyjnych pozwalając procesorowi na korekcję jedno- lub dwubitowych błędów zaistniałych podczas przesyłu danych. Istnieją jednak warianty ECC DDR5 DIMM.

## Rodzaje modułów
| Nazwa standardu | Zegar pamięci (MHz) | Zegar szyny I/O (MHz) | Transmisja danych (MT/s) | Nazwa modułu | Maksymalna szybkość transferu (2 × 32 bit) (GB/s) |
| --------------- | ------------------- | --------------------- | ------------------------ | ------------ | ------------------------------------------------- |
| DDR5-3200       | 200                 | 1600                  | 3200                     | PC5-25600    | 2 × 12,80 = 25,60                                 |
| DDR5-3600       | 225                 | 1800                  | 3600                     | PC5-28800    | 2 × 14.40 = 28,80                                 |
| DDR5-4000       | 250                 | 2000                  | 4000                     | PC5-32000    | 2 × 16,00 = 32,00                                 |
| DDR5-4400       | 275                 | 2200                  | 4400                     | PC5-35200    | 2 × 17,60 = 34,20                                 |
| DDR5-4800       | 300                 | 2400                  | 4800                     | PC5-38400    | 2 × 19,20 = 38,40                                 |
| DDR5-5200       | 325                 | 2600                  | 5200                     | PC5-41600    | 2 × 20,80 = 41,60                                 |
| DDR5-5600       | 350                 | 2800                  | 5600                     | PC5-44800    | 2 × 22,40 = 44,80                                 |
| DDR5-6000       | 375                 | 3000                  | 6000                     | PC5-48000    | 2 × 24,00 = 48,00                                 |
| DDR5-6200       | 387,5               | 3100                  | 6200                     | PC5-49600    | 2 × 24,80 = 49,60                                 |
| DDR5-6400       | 400                 | 3200                  | 6400                     | PC5-51200    | 2 × 25,60 = 51,20                                 |
| DDR5-6800       | 425                 | 3400                  | 6800                     | PC5-54400    | 2 × 27,20 = 54,40                                 |
| DDR5-7200       | 450                 | 3600                  | 7200                     | PC5-57600    | 2 × 28,80 = 57,60                                 |
| DDR5-7600       | 475                 | 3800                  | 7600                     | PC5-60800    | 2 × 30,40 = 60,80                                 |
| DDR5-8000       | 500                 | 4000                  | 8000                     | PC5-64000    | 2 × 32,00 = 64,00                                 |

## Wsparcie

### Intel
Generacja 12 Alder Lake, 13 Raptor Lake i 14 Raptor Lake Refresh wspierają DDR4 oraz DDR5, jednak większość płyt głównych DIMM zaprojektowane wyłącznie dla jednej z wymienionych wersji standardu pamięci operacyjnej.
Procesory serwerowe Sapphire Rapids wspierają już tylko DDR5 bez kompatybilności ze starszą odmianą

### AMD
Producent wprowadził DDR5 w desktopowych procesorach z serii Ryzen 7000, oraz mobilnych APU z serii Ryzen 6000.
Dla zastosowań serwerowych powstała 4 generacja procesorów Epyc obsługująca 12 kanałowy DDR5 na sockecie SP5.